# Matsushige
Matsushige (松茂町, Matsushige-chō) est un bourg du district d'Itano, situé dans la préfecture de Tokushima, au Japon.

## Géographie

### Démographie
Au 1er mai 2015, la population de Matsushige s'élevait à 15 206 habitants répartis sur une superficie de 14,24 km2.